# Hampus Sylvegård
Hampus Sylvegård, född 18 juli 1996, är en svensk ishockeytränare som leder Nybro Vikings IFs representationslag i Hockeyallsvenskan. Sylvegård är uppvuxen i Vellinge söder om Malmö. Pappa Patrik var sportchef i Malmö Redhawks. Som barn spelade han oftast målvakt medan bröderna Emil och Marcus, numera välkända ishockeyspelare, försökte göra mål. Hampus tröttande dock på att spela hockey någon gång i 14-årsåldern. Istället provade han rollen som domare under en tid, men började snart hjälpa till inom Redhawks ungdomsverksamhet. 
Till säsongen 2021/22 blev han huvudtränare för Vännäs HC:s J18-lag och i slutet av säsongen assisterande tränare för A-laget i som spelade Hockeyettan. Under 2022 utsågs han till huvudtränare för Vimmerby HC, även de i Hockeyettan. Våren 2024 vann laget en spännande kvalserie och för första gången i Vimmerbys historia hade man kvalificerat sig för Hockeyallsvenskan. Efter succén stod det klart att Hampus Sylvegård hade fått kontrakt med Nybro Vikings som redan spelade i Hockeyallsvenskan. Där skulle han få gå som assisterande tränare bredvid den erfarne Tommy Samuelsson. När Samuelsson lämnade klubben efter två säsonger tog Hampus Sylvegård över som huvudtränare, 28 år gammal.